# Гао Юй
Гао Юй — (кит. 高瑜, пиньинь Gāo Yú; род. 23 февраля 1944, Чунцин) — китайская журналистка, корреспондент печатных и интернет-изданий.

## Биография

### Ранние годы
Гао Юй родилась в 1944 году в Чунцине. Окончила филологический факультет Китайского народного университета по специальности «Теория литературы и искусства».

### Начало карьеры
В 1977 году Гао Юй написала сценарий для фильма «Весна», повествующем о художниках, которые были реабилитированы после преследования в годы Культурой революции. Гао также писала журналистские расследования по экономическим вопросам, брала интервью у ведущих сторонников реформ. Затем работала в новостном агентстве China News Service. В 1989 году занимала должность заместителя главного редактора в журнале Economics Weekly, который был закрыт властями после демонстраций на площади Тяньаньмэнь. Управляемый независимым исследовательским университетом данный журнал поддерживал реформы. Руководство этого университета впоследствии было арестовано и осуждено за подстрекательство студенческих протестов на площади Тяньаньмэнь.

### Первый арест
В 1989 году Гао Юй писала статьи в поддержку студенческого оппозиционного движения. Она была арестована 3 июня 1989 года, за день до демонстрации на площади Тяньаньмэнь и содержалась под арестом в течение 15 месяцев без официальных обвинений. Поводом для задержания журналистки стала статья, в которой она поддерживала студенческие протесты. Бывший мэр Пекина Чэнь Ситун в своем отчёте о столкновениях на Тяньаньмэнь обвинил Гао в том, что она являлась главным заговорщиком протестных движений. Он завил, что статья, написанная ею за год до событий в соавторстве с двумя учёными-реформистами, была «политической программой смуты и восстания». Однако никаких официальных обвинений на основании этого высказывания не последовало. Гао Юй была выпущена на свободу 28 августа 1990 года из-за проблем со здоровьем.

### Второй арест
После подавления демонстраций на площади Тяньаньмэнь Гао активно содействовала распространению историй Матерей Тяньаньмэня, группы активисток, потерявших членов своей семьи во время событий 1989 года, в том числе среди мирового сообщества. 2 декабря 1993 года журналистка была повторно заключена под стражу. 9 ноября 1994 года Пекинский народный суд вынес обвинение Гао Юй в разглашении государственной тайны, в результате чего журналистка была приговорена к шести годам тюремного заключения и лишена политических прав на год. 15 февраля 1999 года была досрочно освобождена от отбывания наказания по причине ухудшения состояния здоровья. После освобождения из тюрьмы в 1999 году Гао продолжала писать статьи и тексты, по-прежнему оставаясь откровенной и критичной.

### Третий арест
В апреле 2014 года, накануне 25-й годовщины событий на площади Тяньаньмэнь проводились задержания китайских диссидентов. На тот момент Гао Юй готовила материал для телерадиокомпании Deutsche Welle. 24 апреля 2014 года Гао была задержана полицией Пекина по обвинению в совершении уголовного преступления. Позднее через китайское государственное телевидение была обнародована информация о том, что Гао Ю была привлечена к уголовной ответственности по обвинению в «утечке государственной тайны» в иностранную организацию. Журналистку обвиняли в передаче зарубежному веб-сайту в июне 2013 года секретного документа центральных органов власти, полученного незаконным путём. По сообщению Синьхуа, основанием для ареста Гао Юй также стало большое число документов, полученных в ходе расследования спецгруппы. Спецотдел также обнаружил важные улики с места постоянного проживания подозреваемой. В прессе были предположения о том, что речь идёт о директиве коммунистической партии, направленной против так называемых «универсальных ценностей» (западных ценностей), которая более известна как «Документ № 9». Данное предположение основывается на том, что ранее Гао уже рассматривала данный документ в своих работах. По заявлению Синьхуа, после получения доступа к копии конфиденциального документа, Гао Юй сохранила его на электронный носитель, затем переслала электронную версию документа представителю иностранных интернет-СМИ, тем самым обеспечив публикацию полного текста документа. Однако сам веб-сайт отрицал факт того, что документ был передан китайской журналисткой, и пытался подать в суд аффидевит, свидетельствующий об этом, но данный материал был отклонён судом. В международной радиокомпании «Голос Америки» задержание Гао Юй связывали с 25-й годовщиной событий на площади Тяньаньмэнь, так как арест журналистки произошёл за несколько недель до годовщины. Власти ежегодно подавляют попытки отметить эту дату.
8 мая 2014 года власти обнародовали короткое видео, на котором Гао Юй признавала свою вину в преступлении и выражала раскаяние в содеянном. Несколько источников заявляют, что позднее Гао отреклась от своих слов, а на предсудебном заседании в ноябре 2014 года заявила о том, что была насильно вынуждена признаться в разглашении государственных документов. Адвокат журналистки сообщил, что Гао Юй призналась в совершении преступления, поскольку органы общественной безопасности угрожали ей тем, что если она не сознается, то в дело будет вовлечён её сын. Помимо этого, журналистка заявила о том, что данное признание было снято на камеру и обнародовано на национальном телевидении без её ведома. Она рассказала судьям и прокурорам о том, что полиция угрожала её сыну Чжао Мэну, который на тот момент считался пропавшим без вести, а позднее был привлечён к уголовной ответственности. Чжао Мэн был освобожден под залог сразу же после выхода в эфир видео с признанием Гао Юй.
17 апреля 2015 года Пекинский народный суд признал Гао Юй виновной в нарушении правовых норм, а именно в незаконном разглашении государственной тайны степени «совершенно секретно» иностранной организации. Журналистка была приговорена к тюремному заключению на 7 лет и к лишению политических прав на год. 26 ноября 2015 года Гао проиграла апелляционный процесс. Однако в ходе второго слушания суд принял решение сократить срок наказания до пяти лет лишения свободы с лишением политических прав на один год. Позднее верховный суд предоставил ей медицинское условно-досрочное освобождение и разрешил отбывать наказание под домашним арестом в виду серьёзного ухудшения состояния здоровья. В день судебного разбирательства по делу Гао Юй полиция насильственно отправила сына и брата журналистки в другую провинцию, чтобы не допустить их присутствия на слушании.
К моменту задержания Гао Юй полицией в апреле ей было 70 лет, и к тому времени она уже страдала от ряда болезней. С тех пор её здоровье ещё сильнее ухудшилось из-за условий содержания под стражей. В первые два месяца её задержания полиция допрашивала Гао Юй почти каждый день. Её адвокат Шан Баоцзюнь сообщил о том, что журналистка была госпитализирована в период с конца февраля до начала марта 2015 года из-за наличия желудочно-кишечных заболеваний. Помимо этого Гао Юй страдала от проблем с сердцем, высокого кровяного давления и хронической аллергии. Журналистка Гао Юй участвовала в интернет-кампании под названием Free 20, где освещались случаи 20 женщин из 13 стран, которых обвиняли по сфабрикованным делам.
Через месяц после задержания Гао Юй государственными органами, контролирующими деятельность СМИ, были опубликованы правила об использовании информации, запрещающие работникам средств массовой коммуникации получать и распространять информацию, считающуюся «государственной тайной».

## Награды
Будучи в заключении, в 1995 году Гао Юй получила премию Всемирной газетной ассоциации «Золотое перо свободы», а также награду за успехи в области журналистики, ежегодно присуждаемую Международным фондом поддержки женщин, работающих в средствах массовой информации. В 1997 году Гао также стала первой журналисткой, которая была награждена Всемирной премией ЮНЕСКО/Гильермо Кано за вклад в дело свободы печати. В 2000 году Международный институт прессы удостоил Гао Юй званием одного из 50 Всемирных героев свободы печати XX века